# Hockey Pro League masculina 2019
La FIH Pro League masculina de 2019 fue la primera edición de un campeonato de hockey sobre césped para equipos nacionales masculinos. El torneo comenzó en enero de 2019 y terminó en junio de 2019 en Amstelveen (Países Bajos).
La competencia también clasificó a los cuatro mejores al torneo de la FIH a celebrarse en noviembre de 2019, donde clasificarán siete de los doce equipos que competirán en el evento de hockey sobre hierba en los Juegos Olímpicos de Tokio 2020, mientras que los otros cinco provienen de las cinco competencias continentales.

## Clasificación
Nueve equipos compiten en un torneo con formato de todos contra todos con partidos ida y vuelta, jugados de enero a junio, con los cuatro mejores equipos avanzando a la final en el estadio Wagener en Amstelveen, Países Bajos. En julio de 2017, India decidió retirar al equipo nacional masculino de la competencia, ya que estimaban que las posibilidades de clasificarse para los Juegos Olímpicos de 2020 serían mayores al participar en la Serie de Hockey. India también citó la falta de claridad en el sistema de clasificación. La Federación Internacional de Hockey posteriormente invitó a España. Pakistán fue suspendido el 23 de enero de 2019 después de que no pudieran jugar sus primeros tres partidos.
- Bélgica (1)
- Australia (2)
- Países Bajos (3)
- Argentina (4)
- Alemania (6)
- Reino Unido (7)
- Nueva Zelanda (8)
- España (9)
- Pakistán (12)

## Resultados

### Posiciones
| Pos. | Equipo        | Pts. | PJ | G  | GSO | PSO | P  | GF | GC | Dif. |
| ---- | ------------- | ---- | -- | -- | --- | --- | -- | -- | -- | ---- |
| 1    | Australia     | 32   | 14 | 10 | 0   | 2   | 2  | 40 | 26 | +14  |
| 2    | Bélgica       | 28   | 14 | 8  | 1   | 2   | 3  | 52 | 29 | +23  |
| 3    | Países Bajos  | 23   | 14 | 5  | 3   | 2   | 4  | 37 | 32 | +5   |
| 4    | Reino Unido   | 22   | 14 | 6  | 1   | 2   | 5  | 35 | 31 | +4   |
| 5    | Argentina     | 22   | 14 | 6  | 1   | 2   | 5  | 31 | 36 | −5   |
| 6    | Alemania      | 20   | 14 | 4  | 3   | 2   | 5  | 30 | 38 | −8   |
| 7    | España        | 16   | 14 | 2  | 5   | 0   | 7  | 33 | 45 | −12  |
| 8    | Nueva Zelanda | 4    | 14 | 0  | 0   | 4   | 10 | 26 | 47 | −21  |

 Fuente: FIH
Criterios de clasificación: 1) puntos; 2) partidos ganados; 3) diferencia de goles; 4) goles a favor; 5) enfrentamientos entre sí; 6) goles de campo anotados.

### Fase preliminar
Todos los partidos se encuentran en horario local.

#### Enero
| 19 de enero de 2019 | España                                | 2 - 2 (2 - 0 p.)           | Bélgica                                | Estadio Beteró, Valencia                   |                                            |
| 13:00               | Rodríguez 58' · González 60'          | Reporte                    | Plennevaux 37' · Hendrickx 55'         | Árbitro(s): Christian Blasch Martin Madden | Árbitro(s): Christian Blasch Martin Madden |
|                     |                                       | Tiros desde el punto penal |                                        |                                            |                                            |
|                     | Romeu · Iglesias · Lleonart · Enrique |                            | Wegnez · Kina · De Sloover · Van Aubel |                                            |                                            |

| 25 de enero de 2019 | España                                                         | 5 - 6   | Reino Unido                                                          | Estadio Beteró, Valencia                  |                                           |
| 11:00               | Lleonart 2' · Boltó 7' · Arana 9' · Béltran 11' · Iglesias 58' | Reporte | Dixon 3', 41' · Wallace 22' · Gleghorne 40' · Roper 47' · Condon 57' | Árbitro(s): Marcin Grochal Coen van Bunge | Árbitro(s): Marcin Grochal Coen van Bunge |

| 26 de enero de 2019 | Argentina               | 2 - 4   | Bélgica                                 | Estadio Municipal de Hockey, Córdoba   |                                        |
| 18:15               | Vila 21' · Martínez 51' | Reporte | Boon 3', 51' · Boccard 44' · Wegnez 45' | Árbitro(s): Simon Taylor Sean Rapaport | Árbitro(s): Simon Taylor Sean Rapaport |

| 27 de enero de 2019 | Nueva Zelanda                 | 3 - 4   | Países Bajos                                 | North Harbor Hockey Stadium, Auckland        |                                              |
| 14:30               | Inglis 16', 28' · Russell 30' | Reporte | Brinkman 9', 44' · De Geus 12' · Janssen 27' | Árbitro(s): Adam Kearns Germán Montes de Oca | Árbitro(s): Adam Kearns Germán Montes de Oca |

#### Febrero
| 1 de febrero de 2019 | Nueva Zelanda                                       | 4 - 4 (2 - 4 p.)           | Bélgica                                               | North Harbor Hockey Stadium, Auckland        |                                              |
| 19:00                | Inglis 17' · Sarikaya 35' · Woods 51' · Jenness 52' | Reporte                    | Charlier 19', 46' · Plennevaux 27' · A. Van Doren 37' | Árbitro(s): Adam Kearns Germán Montes de Oca | Árbitro(s): Adam Kearns Germán Montes de Oca |
|                      |                                                     | Tiros desde el punto penal |                                                       |                                              |                                              |
|                      | Inglis · Tarrant · Jenness · Thomas                 |                            | Van Aubel · Denayer · Wegnez · De Sloover             |                                              |                                              |

| 2 de febrero de 2019 | Australia                                                    | 5 - 5 (1 - 4 p.)           | Países Bajos                                                            | State Netball and Hockey Centre, Melbourne |                                        |
| 15:00                | Craig 3' · Brand 13' · Ockenden 17' · Mitton 23' · Sharp 35' | Reporte                    | Pruyser 4' · Hertzberger 29' · De Geus 47' · Bakker 51' · Kellerman 56' | Árbitro(s): Lim Hong-Zhen Simon Taylor     | Árbitro(s): Lim Hong-Zhen Simon Taylor |
|                      |                                                              | Tiros desde el punto penal |                                                                         |                                            |                                        |
|                      | Govers · Craig · Hayward                                     |                            | Hertzberger · Schuurman · De Geus · Bakker                              |                                            |                                        |

| 3 de febrero de 2019 | Australia | 1 - 4   | Bélgica                                       | State Netball and Hockey Centre, Melbourne |                                        |
| 15:00                | Beale 1'  | Reporte | Dockier 15', 35' · Hendrickx 28' · Cosyns 40' | Árbitro(s): Lim Hong-Zhen Simon Taylor     | Árbitro(s): Lim Hong-Zhen Simon Taylor |

| 8 de febrero de 2019 | Nueva Zelanda          | 2 - 6   | Reino Unido                                     | Nga Puna Wai Hockey Stadium, Christchurch |                                       |
| 17:00                | Woods 43' · Inglis 44' | Reporte | Ward 18', 33', 46' · Roper 27', 40' · Dixon 29' | Árbitro(s): Sean Rapaport Adam Kearns     | Árbitro(s): Sean Rapaport Adam Kearns |

| 10 de febrero de 2019 | Australia                                         | 4 - 2   | Alemania                 | Tasmanian Hockey Centre, Hobart          |                                          |
| 15:00                 | Anderson 12', 21' · Wickham 36' · Wotherspoon 48' | Reporte | Fuchs 5' · Windfeder 22' | Árbitro(s): David Tomlinson Raghu Prasad | Árbitro(s): David Tomlinson Raghu Prasad |

| 15 de febrero de 2019 | España                                          | 3 - 3 (3 - 1 p.)           | Países Bajos                            | Estadio Beteró, Valencia               |                                        |
| 11:00                 | Quemada 44' · Béltran 51' · Serrahima 60+'      | Reporte                    | Brinkman 12' · Pruyser 14' · Galema 38' | Árbitro(s): Martin Madden Diego Barbas | Árbitro(s): Martin Madden Diego Barbas |
|                       |                                                 | Tiros desde el punto penal |                                         |                                        |                                        |
|                       | Iglesias · Enrique · Lleonart · Béltran · Romeu |                            | Croon · Pruyser · Brinkman · Pieters    |                                        |                                        |

| 15 de febrero de 2019 | Nueva Zelanda | 1 - 3   | Alemania                      | Nga Puna Wai Hockey Stadium, Christchurch |                                    |
| 19:00                 | Tarrant 49'   | Reporte | Miltkau 32', 56' · Wellen 40' | Árbitro(s): Eric Koh Sean Rapaport        | Árbitro(s): Eric Koh Sean Rapaport |

| 16 de febrero de 2019 | Australia                 | 2 - 0   | Reino Unido | Perth Hockey Stadium, Perth                   |                                               |
| 15:30                 | Mitton 13' · Anderson 23' | Reporte |             | Árbitro(s): David Tomlinson Gareth Greenfield | Árbitro(s): David Tomlinson Gareth Greenfield |

| 22 de febrero de 2019 | Argentina | 0 - 0   | Alemania | CeNARD, Buenos Aires                       |                                            |
| 21:00                 |           | Reporte |          | Árbitro(s): Francisco Vázquez Peter Wright | Árbitro(s): Francisco Vázquez Peter Wright |

Debido a las fuertes lluvias y los relámpagos, el partido se canceló y se consideró un empate 0-0.
| 24 de febrero de 2019 | Argentina                        | 4 - 3   | Países Bajos                        | CeNARD, Buenos Aires                       |                                            |
| 16:00                 | Paredes 13', 31' · Vila 54', 58' | Reporte | Kellerman 8' · Hertzberger 14', 34' | Árbitro(s): Francisco Vázquez Peter Wright | Árbitro(s): Francisco Vázquez Peter Wright |

#### Marzo
| 2 de marzo de 2019 | Australia             | 2 - 1   | España      | Sydney Olympic Park Hockey Centre, Sídney |                                       |
| 15:00              | Sharp 22' · Beale 47' | Reporte | Quemada 26' | Árbitro(s): Simon Taylor Javed Shaikh     | Árbitro(s): Simon Taylor Javed Shaikh |

| 5 de marzo de 2019 | Países Bajos | 0 - 1   | Alemania  | Hazelaarweg Stadion, Róterdam        |                                      |
| 18:45              |              | Reporte | Fuchs 45' | Árbitro(s): Bruce Bale Martin Madden | Árbitro(s): Bruce Bale Martin Madden |

| 8 de marzo de 2019 | Nueva Zelanda                             | 3 - 3 (2 - 4 p.)           | España                                    | North Harbour Hockey Stadium, Auckland |                                        |
| 19:00              | J. Panchia 22' · Jenness 34' · Thomas 38' | Reporte                    | Quemada 1', 53' · Miralles 53'            | Árbitro(s): Raghu Prasad Lim Hong-Zhen | Árbitro(s): Raghu Prasad Lim Hong-Zhen |
|                    |                                           | Tiros desde el punto penal |                                           |                                        |                                        |
|                    | Jenness · Russell · Thomas · Phillips     |                            | Iglesias · Serrahima · Lleonart · Enrique |                                        |                                        |

| 10 de marzo de 2019 | Nueva Zelanda | 1 - 2   | Argentina                  | North Harbour Hockey Stadium, Auckland |                                        |
| 14:30               | Russell 52'   | Reporte | Ferreiro 21' · Casella 48' | Árbitro(s): Raghu Prasad Lim Hong-Zhen | Árbitro(s): Raghu Prasad Lim Hong-Zhen |

| 15 de marzo de 2019 | España                                              | 4 - 4 (4 - 3 p.)           | Alemania                                                      | Estadio Beteró, Valencia             |                                      |
| 11:00               | Iglesias 6' · Ruiz 36' · Lleonart 47' · Quemada 49' | Reporte                    | Windfeder 14' · M. Grambusch 35' · Häner 48' · Röthlander 55' | Árbitro(s): Bruce Bale Jakub Mejzlík | Árbitro(s): Bruce Bale Jakub Mejzlík |
|                     |                                                     | Tiros desde el punto penal |                                                               |                                      |                                      |
|                     | Iglesias · Béltran · Lleonart · Enrique · Romeu     |                            | Wellen · Prinz · Große · Linnekogel · M. Grambusch            |                                      |                                      |

| 16 de marzo de 2019 | Australia                     | 3 - 2   | Argentina               | Sydney Olympic Park Hockey Centre, Sídney |                                       |
| 15:00               | Hayward 11', 15' · Govers 30' | Reporte | Casella 42' · Catán 51' | Árbitro(s): Peter Wright Raghu Prasad     | Árbitro(s): Peter Wright Raghu Prasad |

| 17 de marzo de 2019 | Australia                                              | 5 - 1   | Nueva Zelanda | Sydney Olympic Park Hockey Centre, Sídney |                                       |
| 15:00               | Wickham 12', 32' · Hayward 14' · Welch 27' · Beale 38' | Reporte | Phillips 15'  | Árbitro(s): Peter Wright Raghu Prasad     | Árbitro(s): Peter Wright Raghu Prasad |

| 31 de marzo de 2019 | Argentina                               | 3 - 2   | España                     | Estadio Mundialista Luciana Aymar, Rosario |                                       |
| 18:00               | Paredes 45' · Toscani 53' · Casella 55' | Reporte | González 15' · Sánchez 21' | Árbitro(s): Jakub Mejzlík Ben Göntgen      | Árbitro(s): Jakub Mejzlík Ben Göntgen |

#### Abril
| 6 de abril de 2019 | Argentina   | 1 - 5   | Reino Unido                                  | Estadio Mundialista Luciana Aymar, Rosario |                                       |
| 15:30              | Paredes 42' | Reporte | Forsyth 20', 56' · Ward 26' · Roper 38', 58' | Árbitro(s): Jakub Mejzlík Ben Göntgen      | Árbitro(s): Jakub Mejzlík Ben Göntgen |

| 10 de abril de 2019 | Bélgica                                                                            | 7 - 3   | España                          | Royal Uccle Sport, Brussels              |                                          |
| 20:30               | Van Aubel 12', 17' · Boon 15', 19' · Charlier 18' · Denayer 28' · A. Van Doren 33' | Reporte | Quemada 46', 60' · González 57' | Árbitro(s): Christian Blasch Dan Barstow | Árbitro(s): Christian Blasch Dan Barstow |

| 13 de abril de 2019 | Países Bajos                                            | 4 - 0   | España | Hazelaarweg Stadion, Róterdam           |                                         |
| 18:00               | Bovendeert 33' · Pruyser 41' · Balk 50' · Lodewijks 59' | Reporte |        | Árbitro(s): Diego Barbas Marcin Grochal | Árbitro(s): Diego Barbas Marcin Grochal |

| 13 de abril de 2019 | Argentina                                              | 4 - 3   | Nueva Zelanda            | Estadio Mundialista Luciana Aymar, Rosario |                                       |
| 18:00               | Paredes 2' · Casella 9' · Ferreiro 15' · Fernández 27' | Reporte | Lane 15', 22' · Muir 47' | Árbitro(s): Ben Göntgen Sean Rapaport      | Árbitro(s): Ben Göntgen Sean Rapaport |

| 25 de abril de 2019 | Nueva Zelanda                          | 3 - 4   | Australia                                 | North Harbor Hockey Stadium, Auckland |                                       |
| 16:30               | Muir 29' · J. Panchia 37' · Wilcox 59' | Reporte | Craig 14' · Ogilvie 15' · Govers 41', 50' | Árbitro(s): Peter Wright Javed Shaikh | Árbitro(s): Peter Wright Javed Shaikh |

| 26 de abril de 2019 | Alemania                   | 2 - 4   | Países Bajos                                            | Hockeypark, Mönchengladbach               |                                           |
| 20:30               | Hellwig 9' · Windfeder 23' | Reporte | Van der Weerden 5', 52' · Lodewijks 26' · Kellerman 60' | Árbitro(s): Germán Montes de Oca Eric Koh | Árbitro(s): Germán Montes de Oca Eric Koh |

| 28 de abril de 2019 | Alemania | 0 - 1   | Reino Unido | Hockeypark, Mönchengladbach               |                                           |
| 14:00               |          | Reporte | Roper 38'   | Árbitro(s): Germán Montes de Oca Eric Koh | Árbitro(s): Germán Montes de Oca Eric Koh |

#### Mayo
| 4 de mayo de 2019 | Reino Unido                                         | 1 - 1 (2 - 3 p.)           | España                                                      | Lee Valley Hockey and Tennis Centre, Londres |                                            |
| 12:00             | Ward 18'                                            | Reporte                    | Quemada 1'                                                  | Árbitro(s): Rawi Anbananthan Sean Rapaport   | Árbitro(s): Rawi Anbananthan Sean Rapaport |
|                   |                                                     | Tiros desde el punto penal |                                                             |                                              |                                            |
|                   | Roper · Martin · Waller · Wallace · Forsyth · Roper |                            | Iglesias · Serrahima · González · Enrique · Romeu · Enrique |                                              |                                            |

| 4 de mayo de 2019 | Argentina   | 1 - 2   | Australia              | CeNARD, Buenos Aires                         |                                              |
| 18:30             | Casella 52' | Reporte | Govers 15' · Weyer 40' | Árbitro(s): Gareth Greenfield Coen van Bunge | Árbitro(s): Gareth Greenfield Coen van Bunge |

| 18 de mayo de 2019 | Reino Unido            | 2 - 3   | Argentina                              | Lee Valley Hockey and Tennis Centre, Londres  |                                               |
| 19:00              | Ward 56' · Forsyth 58' | Reporte | Ferreiro 19' · Ortiz 36' · Casella 42' | Árbitro(s): Francisco Vázquez Jonas van't Hek | Árbitro(s): Francisco Vázquez Jonas van't Hek |

| 19 de mayo de 2019 | Reino Unido | 0 - 4   | Bélgica                                      | Lee Valley Hockey and Tennis Centre, Londres  |                                               |
| 18:00              |             | Reporte | Van Aubel 13' · Dohmen 39', 57' · Briels 43' | Árbitro(s): Francisco Vázquez Jonas van't Hek | Árbitro(s): Francisco Vázquez Jonas van't Hek |

| 22 de mayo de 2019 | Alemania                                                   | 3 - 3 (6 - 5 p.)           | Argentina                                    | Gerd-Wellen-Hockeystadion, Krefeld         |                                            |
| 20:30              | Herzbruch 5' · Häner 33' · Staib 56'                       | Reporte                    | Tolini 33' · Ortiz 43' · Mazzilli 48'        | Árbitro(s): Martin Madden Rawi Anbananthan | Árbitro(s): Martin Madden Rawi Anbananthan |
|                    |                                                            | Tiros desde el punto penal |                                              |                                            |                                            |
|                    | Wellen · Herzbruch · Linnekogel · Prinz · Hellwig · Wellen |                            | Keenan · Vila · Mazzilli · Ortiz · Rey · Rey |                                            |                                            |

| 30 de mayo de 2019 | Bélgica                                     | 4 - 2   | Reino Unido            | Wilrijkse Plein Antwerp, Antwerp             |                                              |
| 13:30              | Charlier 9', 19' · Boon 15' · Hendrickx 20' | Reporte | Roper 38' · Taylor 47' | Árbitro(s): Jonas van't Hek Christian Blasch | Árbitro(s): Jonas van't Hek Christian Blasch |

#### Junio
| 2 de junio de 2019 | Bélgica                                           | 4 - 4 (3 - 4 p.)           | Alemania                                         | Wilrijkse Plein Antwerp, Antwerp      |                                       |
| 13:30              | Cosyns 21', 54' · Gougnard 29' · Hendrickx 55'    | Reporte                    | T. Grambusch 8', 30+' · Wellen 42' · Miltkau 45' | Árbitro(s): Dan Barstow Martin Madden | Árbitro(s): Dan Barstow Martin Madden |
|                    |                                                   | Tiros desde el punto penal |                                                  |                                       |                                       |
|                    | Briels · Wegnez · Van Aubel · De Sloover · Cosyns |                            | Wellen · Fuchs · Linnekogel · Hellwig · Große    |                                       |                                       |

| 2 de junio de 2019 | Países Bajos        | 1 - 3   | Reino Unido                           | Sportpark Aalsterweg, Eindhoven       |                                       |
| 16:00              | Van der Weerden 12' | Reporte | Calnan 10' · Ward 45' · Griffiths 46' | Árbitro(s): Jakub Mejzlík Ben Göntgen | Árbitro(s): Jakub Mejzlík Ben Göntgen |

| 4 de junio de 2019 | Países Bajos                         | 0 - 0 (3 - 2 p.)           | Nueva Zelanda                               | Sportpark Aalsterweg, Eindhoven          |                                          |
| 20:00              |                                      | Reporte                    |                                             | Árbitro(s): Bruce Bale Francisco Vázquez | Árbitro(s): Bruce Bale Francisco Vázquez |
|                    |                                      | Tiros desde el punto penal |                                             |                                          |                                          |
|                    | Croon · Brinkman · De Geus · Pieters |                            | Inglis · Jenness · McAleese · Smith · Child |                                          |                                          |

| 6 de junio de 2019 | Reino Unido                       | 3 - 4   | Alemania                                            | Lee Valley Hockey and Tennis Centre, Londres |                                           |
| 19:30              | Calnan 10' · Roper 21' · Ward 35' | Reporte | Große 28' · Fuchs 32' · Miltkau 51' · Herzbruch 58' | Árbitro(s): Coen van Bunge Marcin Grochal    | Árbitro(s): Coen van Bunge Marcin Grochal |

| 8 de junio de 2019 | Bélgica | 0 - 4   | Países Bajos                                        | Wilrijkse Plein Antwerp, Antwerp            |                                             |
| 13:30              |         | Reporte | Kellerman 37', 48' · De Voogd 55' · Hertzberger 60' | Árbitro(s): Martin Madden Francisco Vázquez | Árbitro(s): Martin Madden Francisco Vázquez |

| 9 de junio de 2019 | Reino Unido                             | 2 - 2 (4 - 3 p.)           | Australia                                   | Lee Valley Hockey and Tennis Centre, Londres |                                             |
| 14:00              | Wallace 7' · Griffiths 25'              | Reporte                    | Harvie 12' · Brand 36'                      | Árbitro(s): Christian Blasch Coen van Bunge  | Árbitro(s): Christian Blasch Coen van Bunge |
|                    |                                         | Tiros desde el punto penal |                                             |                                              |                                             |
|                    | Martin · Dixon · Roper · Ames · Forsyth |                            | Zalewski · Govers · Ogilvie · Craig · Beale |                                              |                                             |

| 9 de junio de 2019 | Alemania                                                           | 3 - 3 (4 - 3 p.)           | Nueva Zelanda                                             | Gerd-Wellen-Hockeystadion, Krefeld       |                                          |
| 14:00              | Herzbruch 19' · Oruz 31' · T. Grambusch 58'                        | Reporte                    | Jenness 3' · Woods 16' · Lane 40'                         | Árbitro(s): Dan Barstow Jonas van 't Hek | Árbitro(s): Dan Barstow Jonas van 't Hek |
|                    |                                                                    | Tiros desde el punto penal |                                                           |                                          |                                          |
|                    | Miltkau · Herzbruch · Wellen · Große · M. Grambusch · M. Grambusch |                            | Inglis · Jenness · J. Panchia · McAleese · Smith · Inglis |                                          |                                          |

| 9 de junio de 2019 | Países Bajos                                                      | 4 - 3   | Bélgica                    | HC Den Bosch, 's-Hertogenbosch           |                                          |
| 16:00              | Pruyser 24' · Janssen 29' · Van der Weerden 33' · Hertzberger 38' | Reporte | Dockier 9' · Boon 24', 46' | Árbitro(s): Marcin Grochal Jakub Mejzlík | Árbitro(s): Marcin Grochal Jakub Mejzlík |

| 10 de junio de 2019 | Alemania                               | 3 - 1   | España    | Gerd-Wellen-Hockeystadion, Krefeld        |                                           |
| 18:30               | Staib 11' · Wellen 15' · Herzbruch 59' | Reporte | Romeu 14' | Árbitro(s): Raghu Prasad Jonas van 't Hek | Árbitro(s): Raghu Prasad Jonas van 't Hek |

| 12 de junio de 2019 | Alemania | 0 - 8   | Bélgica                                                                           | Gerd-Wellen-Hockeystadion, Krefeld      |                                         |
| 20:30               |          | Reporte | Hendrickx 20', 45' · Dockier 22', 30' · Boon 52' · Charlier 53', 55' · Wegnez 55' | Árbitro(s): Raghu Prasad Coen van Bunge | Árbitro(s): Raghu Prasad Coen van Bunge |

| 13 de junio de 2019 | España                        | 3 - 2   | Australia             | Club de Campo Villa de Madrid, Madrid      |                                            |
| 19:00               | Romeu 28', 60' · Lleonart 44' | Reporte | Brand 3' · Govers 58' | Árbitro(s): Christian Blasch Martin Madden | Árbitro(s): Christian Blasch Martin Madden |

| 14 de junio de 2019 | España                                 | 3 - 2   | Nueva Zelanda            | Club de Campo Villa de Madrid, Madrid       |                                             |
| 19:00               | González 36' · Boltó 43' · Quemada 51' | Reporte | Inglis 50' · Russell 55' | Árbitro(s): Christian Blasch Coen van Bunge | Árbitro(s): Christian Blasch Coen van Bunge |

| 14 de junio de 2019 | Reino Unido                              | 2 - 2 (3 - 4 p.)           | Países Bajos                                      | Lee Valley Hockey and Tennis Centre, Londres |                                          |
| 19:30               | Griffiths 38' · Forsyth 60'              | Reporte                    | Hertzberger 20', 51'                              | Árbitro(s): Jakub Mejzlík Marcin Grochal     | Árbitro(s): Jakub Mejzlík Marcin Grochal |
|                     |                                          | Tiros desde el punto penal |                                                   |                                              |                                          |
|                     | Forsyth · Roper · Jackson · Ames · Dixon |                            | Croon · Pruyser · De Geus · Hertzberger · Van Ass |                                              |                                          |

| 16 de junio de 2019 | España                     | 2 - 3   | Argentina                    | Club de Campo Villa de Madrid, Madrid     |                                           |
| 13:00               | Rodríguez 2' · Quemada 26' | Reporte | Tolini 35', 60+' · López 41' | Árbitro(s): David Tomlinson Martin Madden | Árbitro(s): David Tomlinson Martin Madden |

| 16 de junio de 2019 | Bélgica                                       | 4 - 0   | Nueva Zelanda | Wilrijkse Plein Antwerp, Antwerp     |                                      |
| 13:30               | Dockier 7' · Plennevaux 43' · Briels 56', 56' | Reporte |               | Árbitro(s): Ben Göntgen Javed Shaikh | Árbitro(s): Ben Göntgen Javed Shaikh |

| 16 de junio de 2019 | Alemania    | 1 - 2   | Australia              | Gerd-Wellen-Hockeystadion, Krefeld             |                                                |
| 14:00               | Miltkau 59' | Reporte | Craig 42' · Govers 52' | Árbitro(s): Jonas van 't Hek Francisco Vázquez | Árbitro(s): Jonas van 't Hek Francisco Vázquez |

| 19 de junio de 2019 | Países Bajos                            | 2 - 2 (2 - 4 p.)           | Argentina                                   | De Klapperboom, Utrecht                   |                                           |
| 20:30               | Pruyser 17', 41'                        | Reporte                    | Tolini 23' · Mazzilli 51'                   | Árbitro(s): Francisco Vázquez Ben Göntgen | Árbitro(s): Francisco Vázquez Ben Göntgen |
|                     |                                         | Tiros desde el punto penal |                                             |                                           |                                           |
|                     | Croon · De Geus · Hertzberger · Van Ass |                            | Keenan · Vila · Mazzilli · Ferreiro · Ortiz |                                           |                                           |

| 19 de junio de 2019 | Bélgica | 0 - 2   | Australia       | Wilrijkse Plein Antwerp, Antwerp    |                                     |
| 20:30               |         | Reporte | Govers 19', 60' | Árbitro(s): Bruce Bale Javed Shaikh | Árbitro(s): Bruce Bale Javed Shaikh |

| 22 de junio de 2019 | Países Bajos | 1 - 4   | Australia                          | Wagener Stadium, Amstelveen           |                                       |
| 15:00               | Janssen 7'   | Reporte | Govers 5', 18' · Hayward 14', 45+' | Árbitro(s): Simon Taylor Peter Wright | Árbitro(s): Simon Taylor Peter Wright |

| 23 de junio de 2019 | Bélgica                                         | 4 - 1   | Argentina | Wilrijkse Plein Antwerp, Antwerp            |                                             |
| 13:30               | Charlier 1', 34' · Plennevaux 13' · Denayer 43' | Reporte | Ortiz 55' | Árbitro(s): Coen van Bunge Jonas van 't Hek | Árbitro(s): Coen van Bunge Jonas van 't Hek |

| 23 de junio de 2019 | Reino Unido                | 2 - 0   | Nueva Zelanda | Twickenham Stoop, Londres                      |                                                |
| 14:00               | Griffiths 6' · Forsyth 52' | Reporte |               | Árbitro(s): Francisco Vázquez Christian Blasch | Árbitro(s): Francisco Vázquez Christian Blasch |

### Fase final
|  | Semifinales  | Semifinales |                        |   | Final | Final |
|  |              |             |                        |   |       |       |
|  | 28 de junio  |             |                        |   |       |       |
|  |              |             |                        |   |       |       |
|  | Australia    | 6           |                        |   |       |       |
|  | Australia    | 6           | 30 de junio            |   |       |       |
|  | Reino Unido  | 1           |                        |   |       |       |
|  | Reino Unido  | 1           | Australia              | 3 |       |       |
|  | 28 de junio  |             | Australia              | 3 |       |       |
|  |              | Bélgica     | 2                      |   |       |       |
|  | Bélgica      | Bélgica     | 2                      | 3 |       |       |
|  | Bélgica      |             |                        | 3 |       |       |
|  | Países Bajos | 1           |                        |   |       |       |
|  | Países Bajos | 1           | Tercer y cuarto puesto |   |       |       |
|  |              |             |                        |   |       |       |
|  | 30 de junio  |             |                        |   |       |       |
|  |              |             |                        |   |       |       |
|  | Reino Unido  | 3           |                        |   |       |       |
|  | Reino Unido  | 3           |                        |   |       |       |
|  | Países Bajos | 5           |                        |   |       |       |

#### Semifinales
| 28 de junio de 2019 | Australia                                                     | 6 - 1   | Reino Unido | Wagener Stadium, Amstelveen             |                                         |
| 17:15               | Anderson 11', 12', 16' · Hayward 32' · Govers 36' · Brand 52' | Reporte | Jackson 5'  | Árbitro(s): Coen van Bunge Peter Wright | Árbitro(s): Coen van Bunge Peter Wright |

| 28 de junio de 2019 | Bélgica                               | 3 - 1   | Países Bajos | Wagener Stadium, Amstelveen               |                                           |
| 20:00               | Cosyns 18' · Boon 44' · Hendrickx 50' | Reporte | Galema 26'   | Árbitro(s): Christian Blasch Simon Taylor | Árbitro(s): Christian Blasch Simon Taylor |

#### Partido por el tercer puesto
| 30 de junio de 2019 | Reino Unido                        | 3 - 5   | Países Bajos                                                 | Wagener Stadium, Amstelveen               |                                           |
| 14:30               | Wallace 24' · Weir 27' · Roper 29' | Reporte | Hertzberger 9', 29' · Van der Weerden 30' · Pruyser 40', 45' | Árbitro(s): Christian Blasch Simon Taylor | Árbitro(s): Christian Blasch Simon Taylor |

#### Final
| 30 de junio de 2019 | Australia                            | 3 - 2   | Bélgica                      | Wagener Stadium, Amstelveen               |                                           |
| 17:00               | Mitton 9' · Ogilvie 14' · Govers 29' | Reporte | Luypaert 44' · Hendrickx 58' | Árbitro(s): Marcin Grochal Coen van Bunge | Árbitro(s): Marcin Grochal Coen van Bunge |

## Derechos televisivos
Todos los partidos se transmiten en vivo en varios países y también están disponibles en el sitio web de difusión FIH. fih.live Archivado el 13 de enero de 2019 en Wayback Machine..
| País                           | Broadcaster   |
| ------------------------------ | ------------- |
| Argentina · Paraguay · Uruguay | ESPN          |
| Australia                      | Fox Sports    |
| Bélgica                        | Telenet       |
| Alemania                       | DAZN          |
| Reino Unido                    | BT Sport      |
| Países Bajos                   | Ziggo Sport   |
| Nueva Zelanda                  | TVNZ Spark    |
| España                         | Eurosport Gol |

| País           | Broadcaster |
| -------------- | ----------- |
| Brasil         | ESPN Brasil |
| Canadá         | B/R         |
| Estados Unidos | B/R         |
| India          | Star Sports |
| Malasia        | Astro       |
| Austria        | DAZN        |
| Suiza          | DAZN        |